# Antti Kukkonen
Antti Kukkonen (né le 3 octobre 1889 à Kontiolahti – mort le 14 février 1978 à Joensuu) est un pasteur luthérien, agriculteur et  politicien finlandais,.

## Biographie
Il est député du parti du centre au parlement finlandais du 1er avril 1919 au 5 avril 1945  puis du 29 mars 1954 au 19 février 1962.
Antti Kukkonen	est nommé six fois Ministre de l'Éducation.